# Cobitis bilseli
Cobitis bilseli es una especie de peces de la familia Cobitidae en el orden de los Cypriniformes.

## Hábitat
Se encuentra amenazado por la pérdida de su hábitat natural.

## Distribución geográfica
Es endémico de Turquía y se encuentra en ríos y lagos de agua dulce.